# Bulbostylis scabra
Bulbostylis scabra är en halvgräsart som först beskrevs av Jan Svatopluk Presl och Karel Presl, och fick sitt nu gällande namn av Charles Baron Clarke. Bulbostylis scabra ingår i släktet Bulbostylis och familjen halvgräs. Inga underarter finns listade i Catalogue of Life.